# René van Alençon
René van Alençon (circa 1454 - Alençon, 1 november 1492) was van 1476 tot aan zijn dood hertog van Alençon en graaf van Perche. Hij behoorde tot het huis Valois-Alençon.

## Levensloop
René was de zoon van hertog Jan II van Alençon en diens echtgenote Maria, dochter van graaf Jan IV van Armagnac.
In 1467, toen zijn vader revolteerde tegen koning Lodewijk XI van Frankrijk, kreeg René de opdracht om Alençon te verdedigen. Het verblijf van een Bretons garnizoen veroorzaakte echter een opstand bij de plaatselijke bevolking, waarop René de stad overgaf aan Lodewijk XI. Na de onderwerping van de opstand kreeg René de stad terug. In 1476 volgde hij zijn vader op als hertog van Alençon en graaf van Perche.
René had een opvliegend karakter en had hoge schulden. Door zijn losse zeden raakte hij betrokken bij verschillende affaires, waardoor hij in ongenade viel bij Lodewijk XI. Lodewijk liet hem arresteren en opsluiten en pas na diens dood in 1483 kreeg René zijn vrijheid terug. In de Dolle Oorlog vocht René aan de zijde van hertog Lodewijk van Orléans, die het regentschap van Anna van Beaujeu over de minderjarige Franse koning Karel VIII betwistte. Nadat Lodewijk de oorlog had verloren, kreeg René genade van Karel VIII.
René van Alençon stierf in november 1492.

## Huwelijk en nakomelingen
Aanvankelijk was het de bedoeling dat René zou huwen met Margaretha, dochter van Guillaume d'Harcourt, graaf van Tancarville. Sommige bronnen zeggen dat de twee effectief in het huwelijk traden, andere bronnen zeggen dan weer dat het niet tot een verloving kwam. In ieder geval stierf Margaretha in de loop van 1488.
Op 14 mei 1488 huwde René in Toul met Margaretha (1463-1521), dochter van graaf Ferry II van Vaudémont. Ze kregen drie kinderen:
- Karel IV (1489-1525), hertog van Alençon en graaf van Armagnac
- Françoise (1490-1550), huwde eerst in 1505 met hertog Frans II van Longueville en daarna in 1513 met hertog Karel van Bourbon-Vendôme
- Anna (1492-1562), vrouwe van La Guerche, huwde in 1508 met markgraaf Willem IX van Monferrato

Ook had hij meerdere buitenechtelijke kinderen:
- Karel (overleden in 1545), heer van Cany, huwde met Germaine La Ballur
- Karel (overleden in 1524), baron van Cany, huwde in 1505 met Renée de Beauvoisin
- Margaretha, huwde eerst met Jacques de Boisguyon en daarna met Henri de Bournel
- Jacqueline (overleden in 1506), huwde met Gilles des Ormes